# Homoeusa

Homoeusa (лат.) — род мирмекофильных коротконадкрылых жуков трибы Oxypodini из подсемейства Aleocharinae. Палеарктика. Ассоциирован с муравьями рода Lasius.

## Распространение
Встречаются в Палеарктике, в том числе 10 видов на Дальнем Востоке России, в Китае, Японии и на Тайване. Один широко распространённый вид встречается от Европы до Дальнего Востока России. Два синонимизированных рода добавляют к ареалу Неарктику (США).

## Описание
Мелкие коротконадкрылые жуки (2—3 мм), продолговатые, красновато-коричневые. Этот род отличается следующим сочетанием признаков: тело несколько сублимулоидное; вершина лигулы однолопастная и округлая; усики не булавовидные или слабо булавовидные; задний край места прикрепления усиков образует отчётливый киль, простирающийся медиально; сперматека несколько S-образная.
Усики короткие и утолщённые, голова шире длины, округлая. Переднеспинка крупная и широкая, с округлыми боками. Эти жуки ассоциированы с пахучим муравьём-древоточцем (Lasius fuliginosus) и другими видами рода Lasius из подрода Dendrolasius (L. fuji, L. morisitai, L. nipponensis, L. orientalis, L. spathepus). По данным Quinet и Pasteels (1996), Homoeusa acuminata забирается на добычу, которую несут муравьи, и питается ею, одновременно путешествуя автостопом и крадя пищу. Сообщалось также, что этот жук редко питается пищей, ещё не перенесенной муравьями (Quinet and Pasteels, 1995). Подобное поведение наблюдалось у H. rufescens и H. ovata, такие как кража еды и игнорирование муравьями во время этого процесса. Однако, у H. rufescens и H. ovata также наблюдалось, что они питаются едой, которую муравьи пытаются унести, и добычей, которую муравьи бросают. У этих двух видов может быть более широкий спектр стратегий кормодобывания, чем у H. acuminata, и они также могут собирать отбросы, а не просто быть клептопаразитами. Оптимальная стратегия поиска пищи для этих жуков вблизи муравьиной тропы может зависеть от уровня активности муравьёв.

## Систематика
Род был впервые выделен в 1856 году немецким энтомологом Густавом Крацом (1831—1909). Таксон Homoeusa сходен с родами Losiusa и Aspidobactrus, которые называются «родовым комплексом Homoeusa». Вместе с некоторыми другими родами эти роды отнесены к подтрибе Dinardina трибы Oxypodini (Schulke, Smetana, 2015). Подтриба Dinardina определяется на основании её лимулоидного тела и щитообразной переднеспинки. Однако монофилия Dinardina была отвергнута; клада Dinarda+Thiasophila далека от рода Myrmobiota, который является близким родственником Homoeusa и часто считается младшим синонимом Homoeusa. Предполагается, что родовой комплекс Homoeusa образует кладу с Myrmobiota, отдаленную от Dinarda + Tiasophila, учитывая их симбиотических хозяев и морфологические характеристики головы, лигулы и строения тела. Предполагается также родство родового комплекса Homoeusa и неарктического рода Decusa Casey, 1900. Чтобы детально выявить отношения между этими родами, необходимы новые филогенетические исследования.

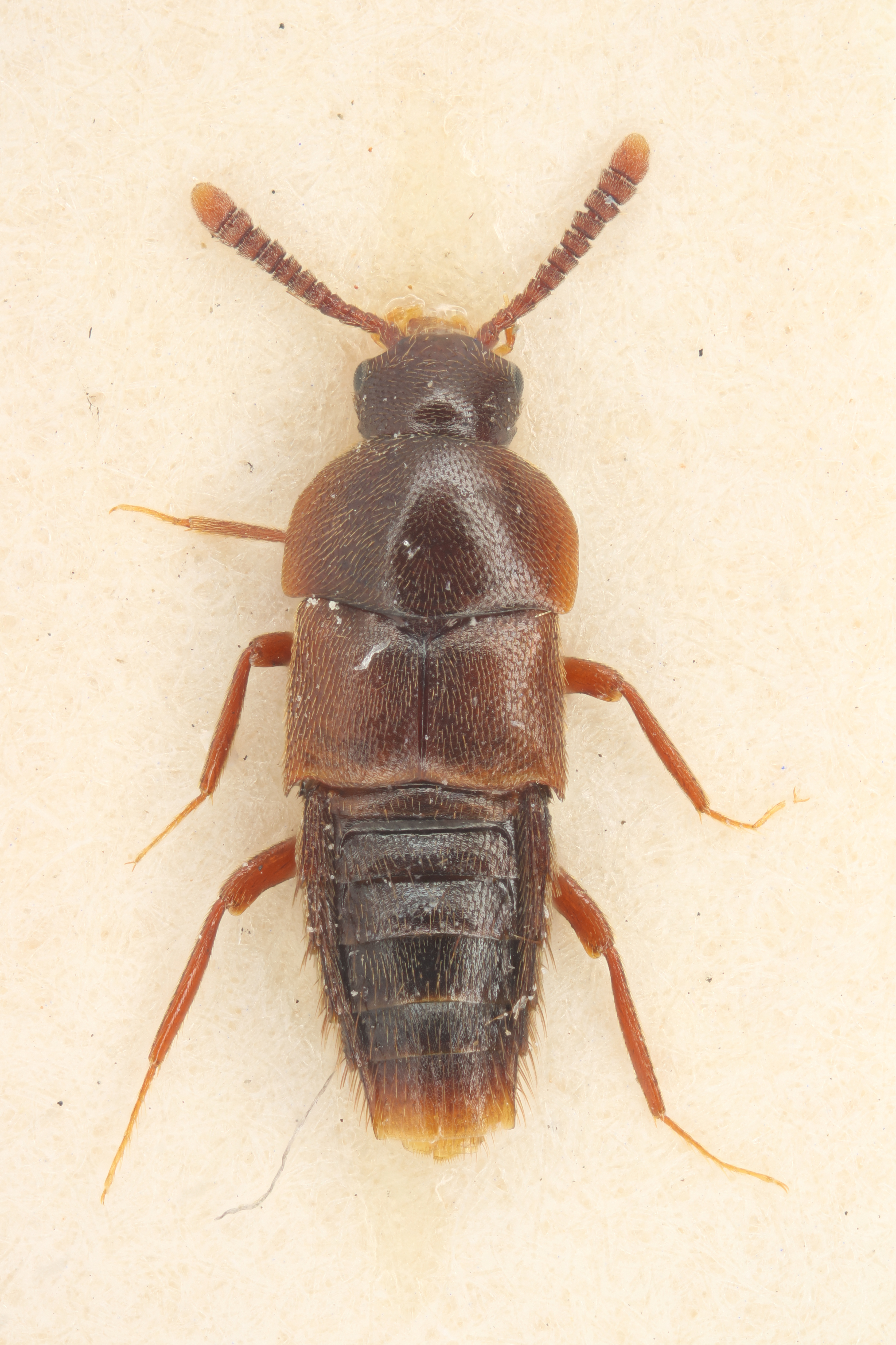
Homoeusa japonica
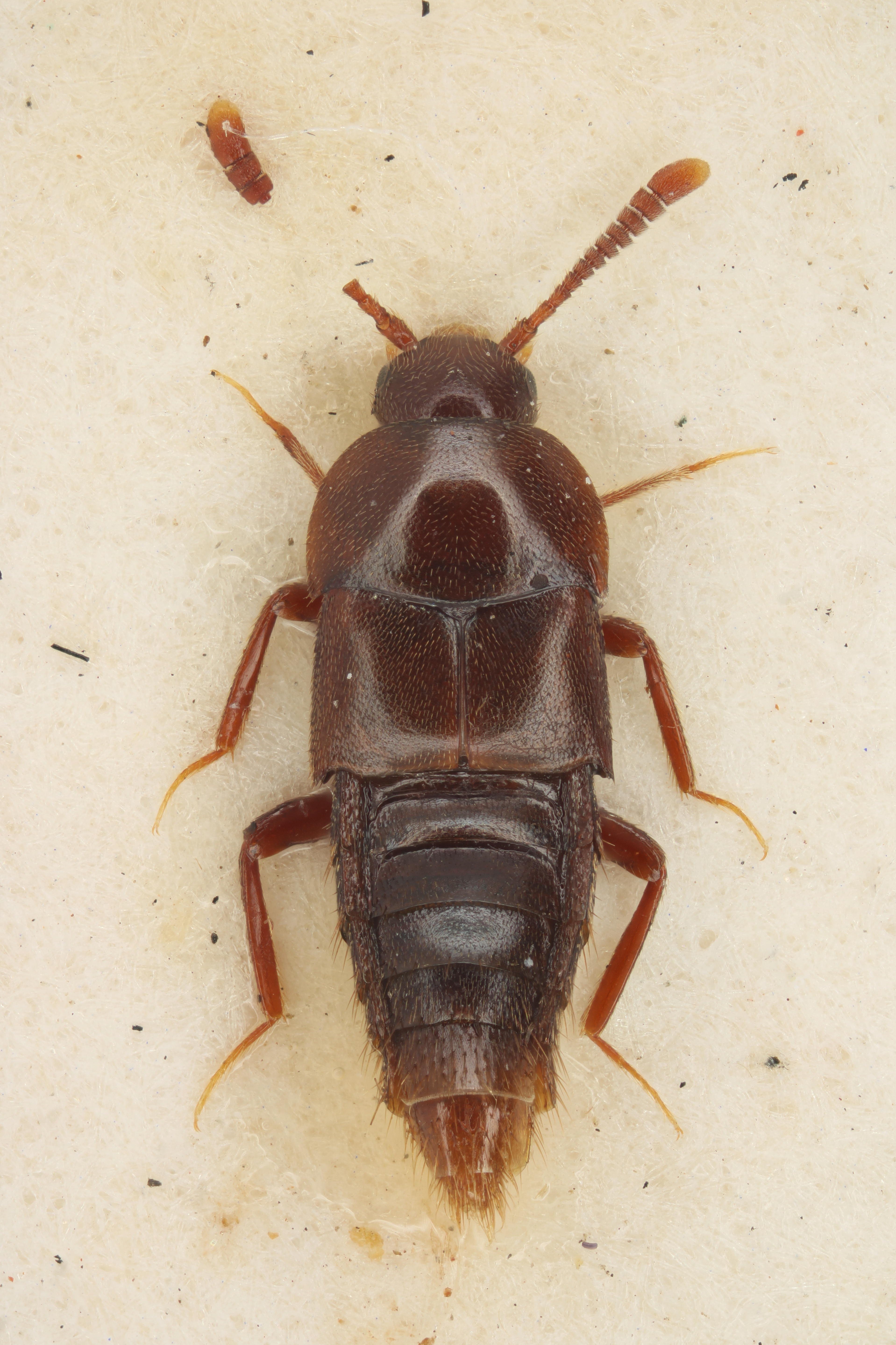
Homoeusa laevigata
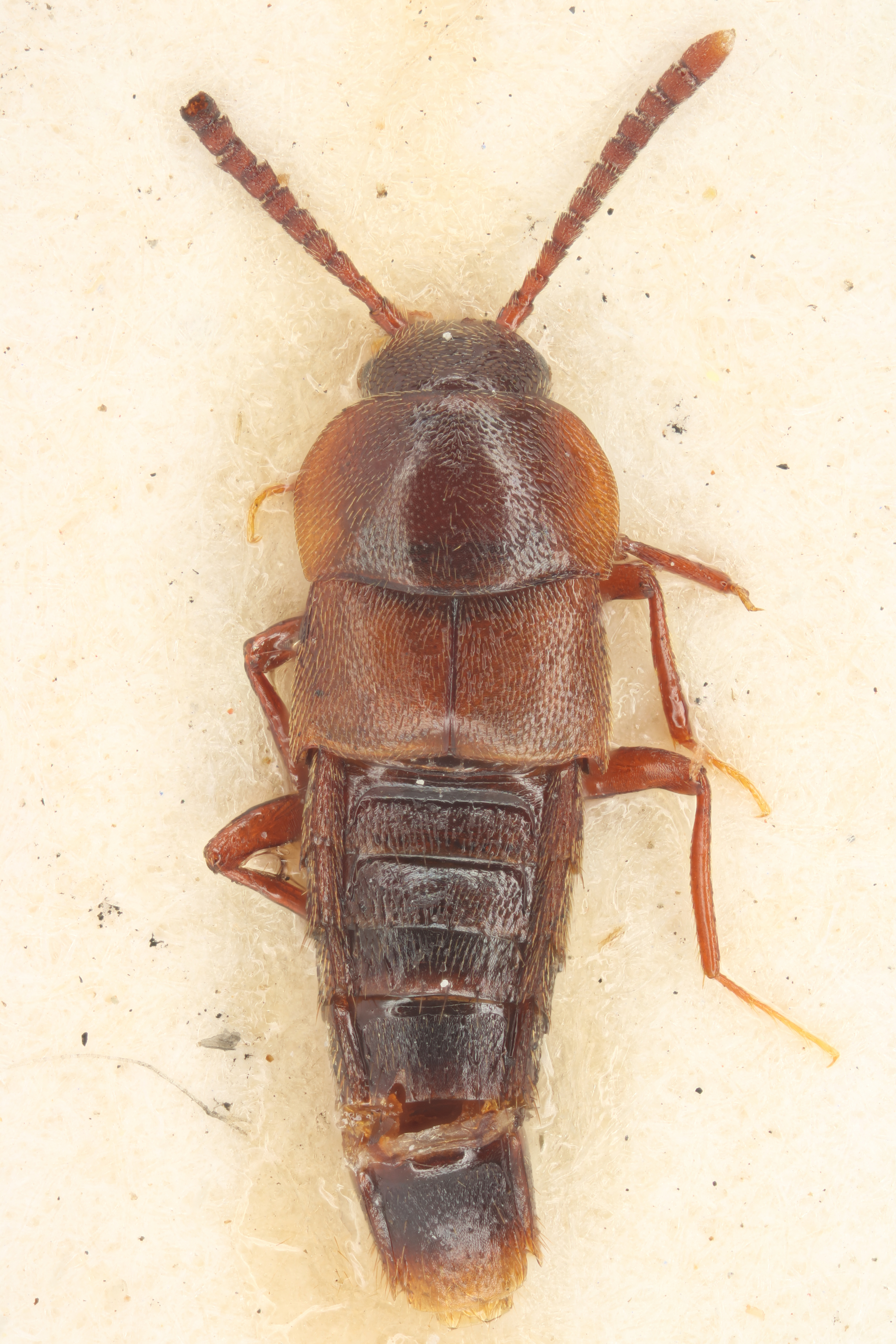
Homoeusa longicornis

- Палеарктика
  - Homoeusa acuminata (Märkel, 1842) — от Европы до Японии
    - =Homoeusa tomentosa Reitter, 1909[5]

  - Homoeusa chinensis Pace, 1999[6]
  - Homoeusa japonica Sharp, 1874[7]
  - Homoeusa laevigata Sharp, 1888
  - Homoeusa longicornis Sharp, 1888[8]
  - Homoeusa ovata  Nozaki et Maruyama, 2022
  - Homoeusa prolongata K.Sawada, 1970[9]
  - Homoeusa rufescens (Sharp, 1874)
    - =Thiasophila rufescens Sharp, 1874

  - Homoeusa sibirica Rambousek, 1921[10]
  - Homoeusa taiwanensis Pace, 2010[11]

- Неарктика
  - Homoeusa crinitula (Casey, 1900) — Нью-Йорк, Массачусетс (США)[12]
    - =Soliusa crinitula Casey, 1900
    - =Homoeusa frosti (Casey, 1911)
    - =Soliusa frosti Casey, 1911

  - Homoeusa crassicornis (Casey, 1893) — Айова (США)[13]
    - =Myrmobiota crassicornis Casey, 1893